# Зулуленд
Зулуленд (англ. Zululand, «Земля зулусів») —  район провінції Квазулу-Наталь (ПАР) . Адміністративний центр — Улунді. Інші великі міста — Мондло, Нцочане, Нонгома.

## Історія
Спочатку, європейські колоністи — бури використовували назву «Зулуленд» для позначення всіх земель на північ від річки Тугела, які населяли зулуси.
У січні 1879 року британська війська перетнули прикордонну річку і зробили вторгнення на територію королівства зулусів, почалася англо-зулуська війна, яка тривала до 28 серпня 1879 року. Після закінчення війни країна зулусів була розділена між 13 вождями, які підпорядковувалися британським «резидентам», однак міжусобні зіткнення між вождями стали причиною нової реформи — у 1883 році територію королівства зулусів розділили на три частини.
У 1887 році територія колишнього королівства зулусів була анексована Британською імперією, у результаті було створено нове адміністративно-територіальне утворення — округ Зулуленд, який був включений до складу в провінції Натал.
Територію Зулуленда становило простір між річкою Тугела і річкою Умзімкулу загальною площею 27 тис. км².
Станом на початок 1960-х років, населення Зулуленда становило 400 тис. осіб, більшість з них були зулусами. Основним заняттям населення було ведення сільського господарства і робота на трансваальских рудниках. Також на території округу було кілька цукрових плантацій, кілька цукрових заводів (власниками яких були англійці) і вироблялися лісозаготівлі.

## Сучасний стан

### Адміністративний поділ
У даний час територія Зулуленда становить 15 306 км². До складу району Зулуленд входять п'ять місцевих муніципалітетів:
- Улунді (місцевий муніципалітет)
- Нонгома (місцевий муніципалітет)
- Абакулусі (місцевий муніципалітет)
- Упхонголо (місцевий муніципалітет)
- Едумбе (місцевий муніципалітет)

За даними перепису 2001 року більшість населення району говорить мовою зулу.